# چنگ‌مرغ
چنگ‌مرغ یا مرغ چنگ (به انگلیسی: lyrebird)، پرنده‌ای از راستهٔ گنجشک‌سانان است که بیش از همه برای توانایی‌اش در تقلید صدا شناخته شده است. این پرنده می‌تواند هر صدایی را که از پیرامونش به گوش می‌رسد، بازسازی کند. این پرنده دم ویژه‌ای دارد که به صورت طبیعی رنگ‌آمیزی شده است.
چنگ‌مرغ، شناخته شده‌ترین پرندهٔ بومی استرالیا است. جنس نر این پرنده علاوه بر تقلید صدا، دارای دم بلندی است که برای معاشقه و جفت‌یابی از آن بهره می‌برد.

## رفتارشناسی
چنگ‌مرغ پرنده‌ای خجالتی و نزدیک شدن به آن بسیار دشوار است. شناخته شده‌ترین آن‌ها، چنگ‌مرغ آلبرت است. این پرنده هنگامی که احساس خطر کند، پیرامونش را در ذهنش مجسم می‌کند سپس اعلام خطر می‌کند. این پرنده گاهی بر روی دو پایش، فرار می‌کند و گاهی در جایی به صورت بی حرکت، پنهان می‌شود. همچنین در هنگام آتش‌سوزی جنگل اگر معدن یا پناهگاهی پیدا کند به داخل آن پناه می‌برد.

### خوراک
چنگ‌مرغ بر روی زمین و به صورت تکی زندگی می‌کند. طعمهٔ این پرنده جانوران بی‌مهره مانند حشراتی چون سوسک، قاب‌بالان گوشخیزک و مگس است. عنکبوت، صدپایان و کرم خاکی از دیگر خوراک‌های مورد علاقهٔ این پرنده است. همچنین دیده شده که چنگ‌مرغ به سراغ مارمولک، دوجورپایان، قورباغه و گاهی بذر هم برود. آن‌ها با پنجه‌های خود بر خاک و برگ‌های خشک روی زمین خراش می‌اندازند و خوراک خود را پیدا می‌کنند.

### تقلید صدا
یکی از برجسته‌ترین ویژگی‌های این پرنده، آوازخوانی است. آن‌ها در تمام سال آواز می‌خوانند اما از ماه ژوئن تا اوت هنگام جفت یابی آن‌هاست و این آوازخوانی بیشتر از همیشه دیده می‌شود. در این بازه آن‌ها چهار ساعت در روز آواز می‌خوانند. این مدت برابر با نیمی از روز آن‌ها است. آواز این پرنده آمیخته‌ای از هفت بخش است که بخشی از آن ساختهٔ خودش است و باقی‌مانده، آوازها و سر و صداهایی است که از پیرامونش شنیده است. سوتک یا عضو آوازی این پرنده پیچیده‌ترین در میان گنجشک‌سانان (پرندگان آوازه خوان) است. این پرنده توانایی بی‌مانندی در درآوردن صداهایی که می‌شنود دارد بدون آنکه تغییر زیادی در آن بدهد. برای نمونه صدای جانوران پیرامونش مانند دینگو، سگ و کوآلا یا صدای آوازهای تکی پرندگان یا پچ پچ‌های میان آن‌ها را به خوبی بازسازی می‌کند، علاوه بر آن صدای سوت، موتور درون‌سوز، ارهٔ دستی چوب، ارهٔ زنجیری، دزدگیر خودرو، آژیر آتشنشانی، تفنگ، صدای بسته شدن شاتر دوربین عکاسی هنگام عکس گرفتن، گریهٔ نوزاد و حتی صدای صحبت انسان را بازسازی می‌کند. البته بازسازی صدای انسان کمی برای آن غیرمعمول است.